# Filipijnse muskaatduif
De Filipijnse muskaatduif (Ducula poliocephala) is een duif uit het geslacht Ducula die alleen voorkomt in de Filipijnen.
De Filipijnse naam voor de Filipijnse muskaatduif is Balud primera of Agum-um.

## Algemeen
De Filipijnse muskaatduif is een grote duivensoort. De mannetjes en vrouwtjes lijken sterk op elkaar. De kop is grijs en verloopt naar paarsgrijs in de nek. De bovenkant van de rug is groen overlopend naar smaragdgroene rug en vleugels. De staart is aan de bovenkant groen, en aan de onderkant bruinachtig grijs en heeft vlak voor het eind een grijze band. Net onder de snavel zit een roodbruine plek. De nek en borst zijn smaragdgroen, de buik rozeachtig grijs en de rest van de onderkant is roodbruin. De onderkant van de vleugels zijn zwartachtig grijs. De snavel is zwart en de poten felrood.
De Filipijnse muskaatduif wordt inclusief staart zo'n 42 centimeter en heeft een vleugellengte van 22,5 centimeter.

## Verspreiding en leefgebied
De Filipijnse muskaatduif komt alleen of in kleine groepjes voor in oerwouden, bossen en bosranden tot zo'n 1500 meter hoogte. Deze muskaatduif komt wijdverspreid voor in de Filipijnen, met uitzondering van Palawan.